# Lijst van referentiepunten bij hoogtemetingen

Gebruikte referentiehoogten in Europa

Deze lijst vermeldt de referentiepunten die verschillende landen hanteren bij het bepalen van het zeeniveau en op grond waarvan bijvoorbeeld op officiële topografische kaarten de hoogte van punten wordt aangegeven.

## Nederland

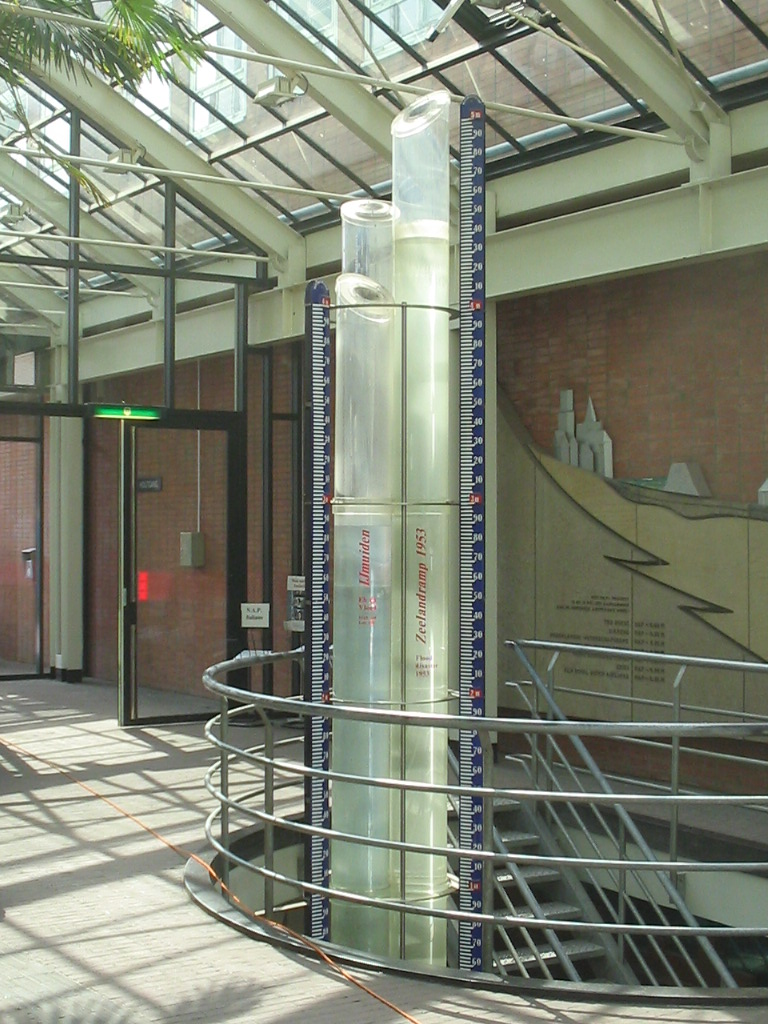
NAP-referentiepunt in het Amsterdamse gemeentehuis

Normaal Amsterdams Peil (NAP). Het nulpunt is het gemiddelde hoogwaterniveau van het IJ in Amsterdam voor de afsluiting in 1872. Vanaf 1953 was het fysieke referentiepunt het ondergronds peilmerk OA2350 op de Dam. In 2004 zijn alle NAP-hoogten herberekend. Alleen de hoogten van 6 van de meest stabiele punten (Heerde, Velp, Amersfoort, Millingen, Wageningen en Muiderberg) zijn zo goed mogelijk gelijkgehouden. Het peilmerk op de Dam heeft daarbij een nieuwe hoogte gekregen: +1,408 m.

## België
Tweede Algemene Waterpassing (TAW). Het nulpunt is het gemiddelde zeeniveau bij laagwater van de Noordzee te Oostende tussen 1834 en 1853. Sinds 1968 is het fysieke referentiepunt het peilmerk GIKMN in Ukkel met een gedefinieerde hoogte van 100,174 meter.

## Duitsland
Normalnull (NN), sinds 1879 gelijk aan het Normaal Amsterdams Peil.

## Frankrijk
Mètres d'altitude, het gemiddelde zeeniveau van de Middellandse Zee bij Marseille tussen 1895 en 1897.

## Hongarije
Tengerszint feletti magasság. Het nulpunt is sinds de Tweede Wereldoorlog het gemiddelde niveau van de Finse Golf tussen 1825 en 1839 in Kronstadt (Rusland). In Hongarije zelf is het referentiepunt een plek in het plaatsje Nadap die op 173,1638 m boven dit Kronstadtpeil ligt.

## Oostenrijk
Meter über Adria (m ü. Adria, müA), het gemiddelde zeeniveau van de Adriatische Zee bij Triëst (Molo Sartorio).

## Zwitserland

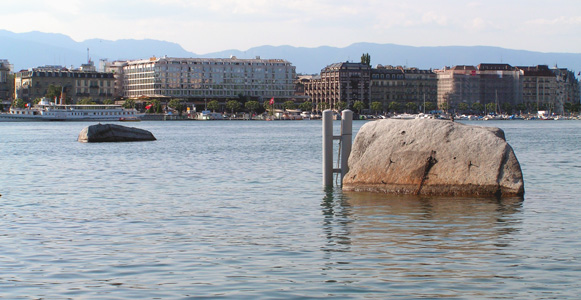
Repère Pierre du Niton

Meter über Meer (m. ü. M.), het gemiddelde zeeniveau van de Middellandse Zee bij Marseille tussen 1895 en 1897, in Zwitserland zelf aangegeven in een rots in het Meer van Genève (Repère Pierre du Niton, 373,6 m ü. M.).